# Ana Dabović
Ana Dabović (Cetinje, 18 de agosto de 1989) é uma basquetebolista profissional sérvia, medalhista olímpica.

## Carreira
Ana Dabović integrou Seleção Sérvia de Basquetebol Feminino, na Rio 2016, conquistando a medalha de bronze.